# Kom (peuple)
Cet article concerne le peuple kom. Pour la langue kom, voir kom (langue des Grassfields).
Pour les articles homonymes, voir Kom.
Les Kom sont une population du Cameroun vivant dans le Grassland. On les considère aujourd'hui comme l'un des sous-groupes des Tikar.

## Ethnonymie
Selon les sources et le contexte, on observe plusieurs formes : Bamekon, Bekom, Bikom, Itangikom, Kong, Nkam, Nkom.

## Langue
Ils parlent une langue bantoue, le kom, dont le nombre de locuteurs était estimé à 233 000 en 2005.

## Histoire

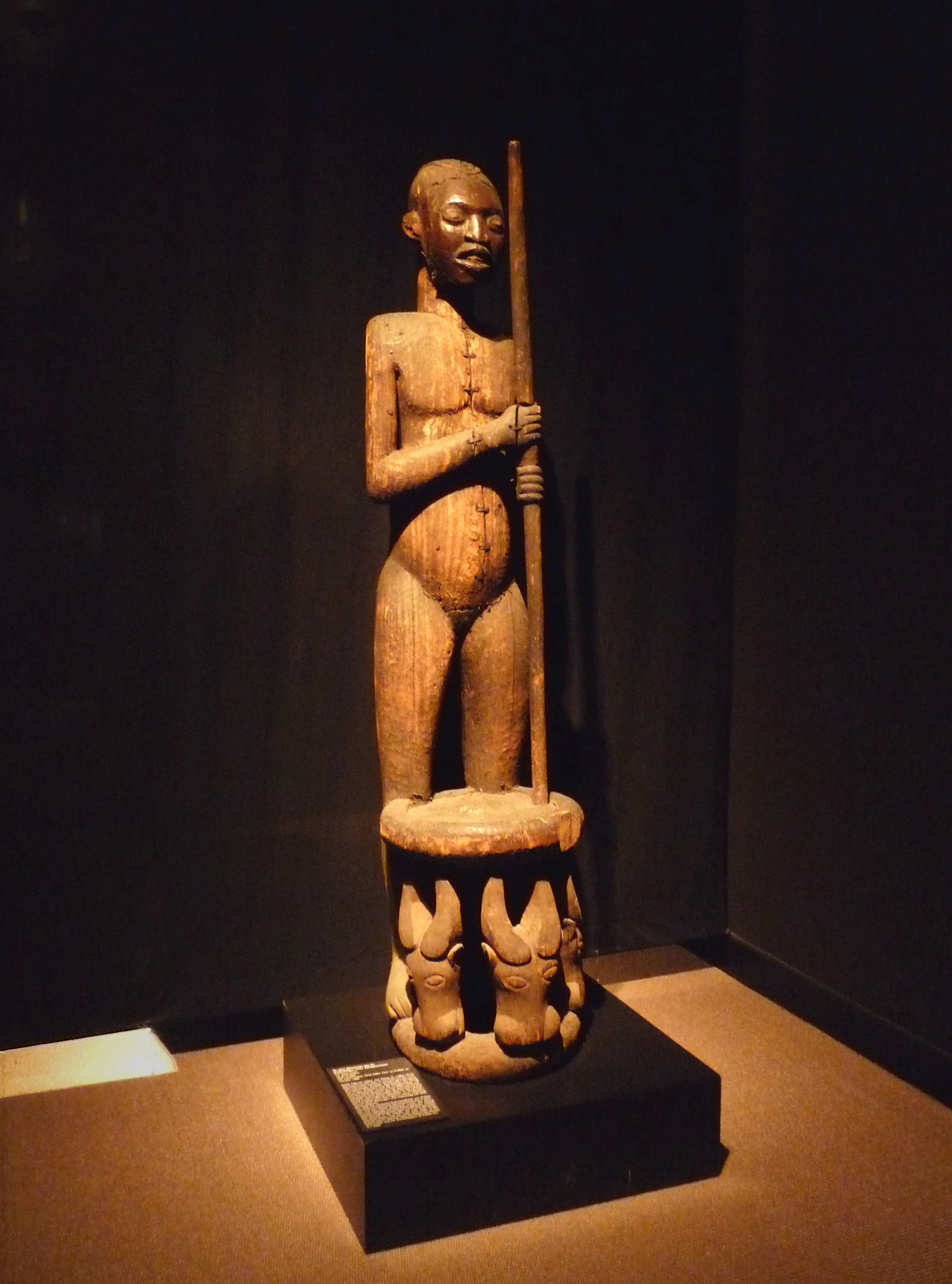
Statue de reine-mère

Ils furent repoussés depuis le nord par l'expansion peule.

## Société
Contrairement à celle des Tikar, leur société est matrilinéaire, mais ce sont les hommes qui détiennent le pouvoir politique. Pour protéger leurs droits, en cas d'atteinte physique ou verbale à une femme enceinte ou allaitant, attaques quasiment tabous, les femmes Korn utilisaient un mécanisme collectif d'ostracisation appelé Anlu, qui consistait à badigeonner les biens du fautif d'excréments, et à empêcher toute interaction sociale avec lui. L''Anlu fut utilisé massivement, sans doute sous l'impulsion d'hommes politiques, contre la puissance coloniale à l'occasion de réformes agraires non souhaitées. entre 1958 et 1961. 
.

## Économie
Ce sont des agriculteurs et des pêcheurs.

## Danse traditionnelle, Njang

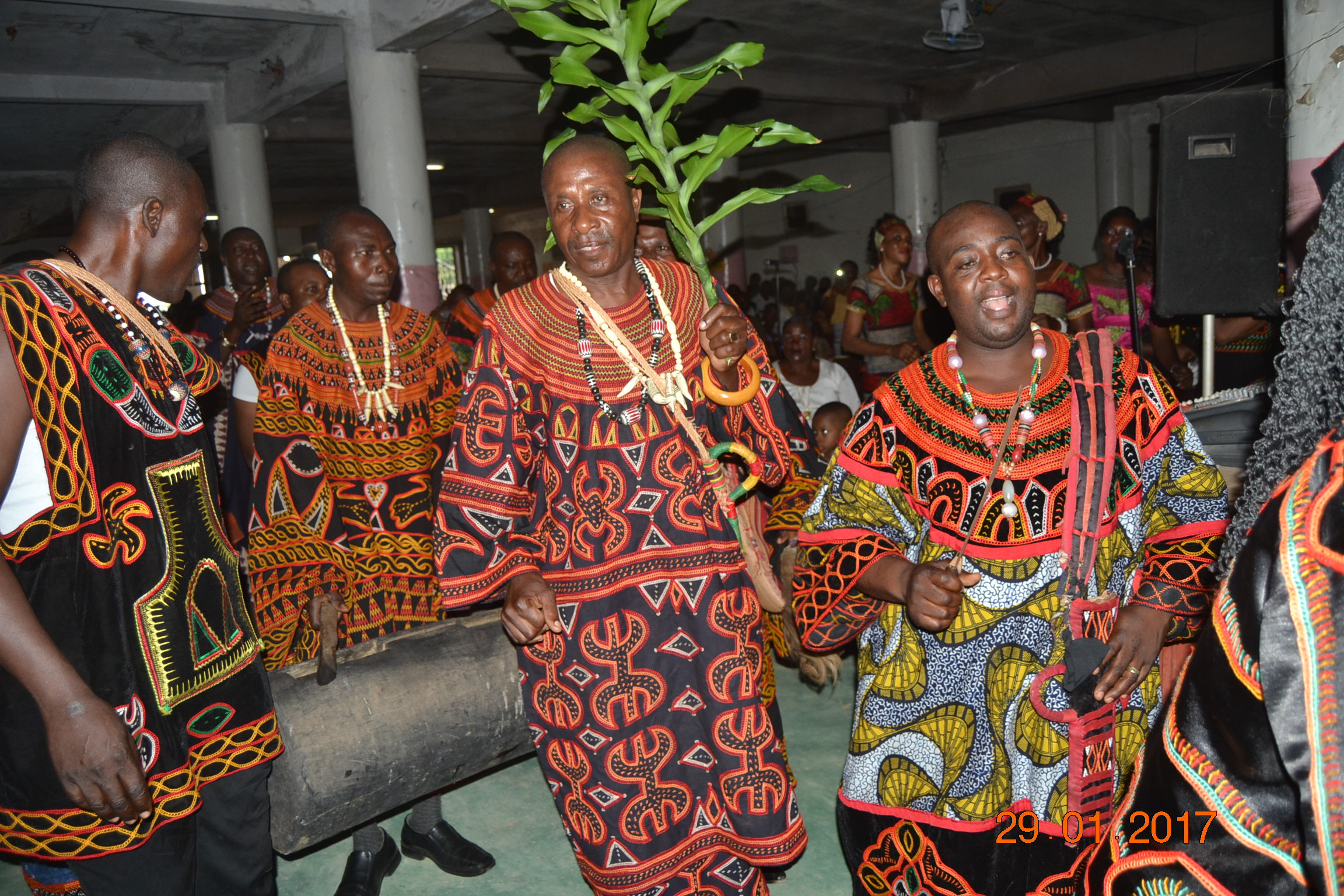
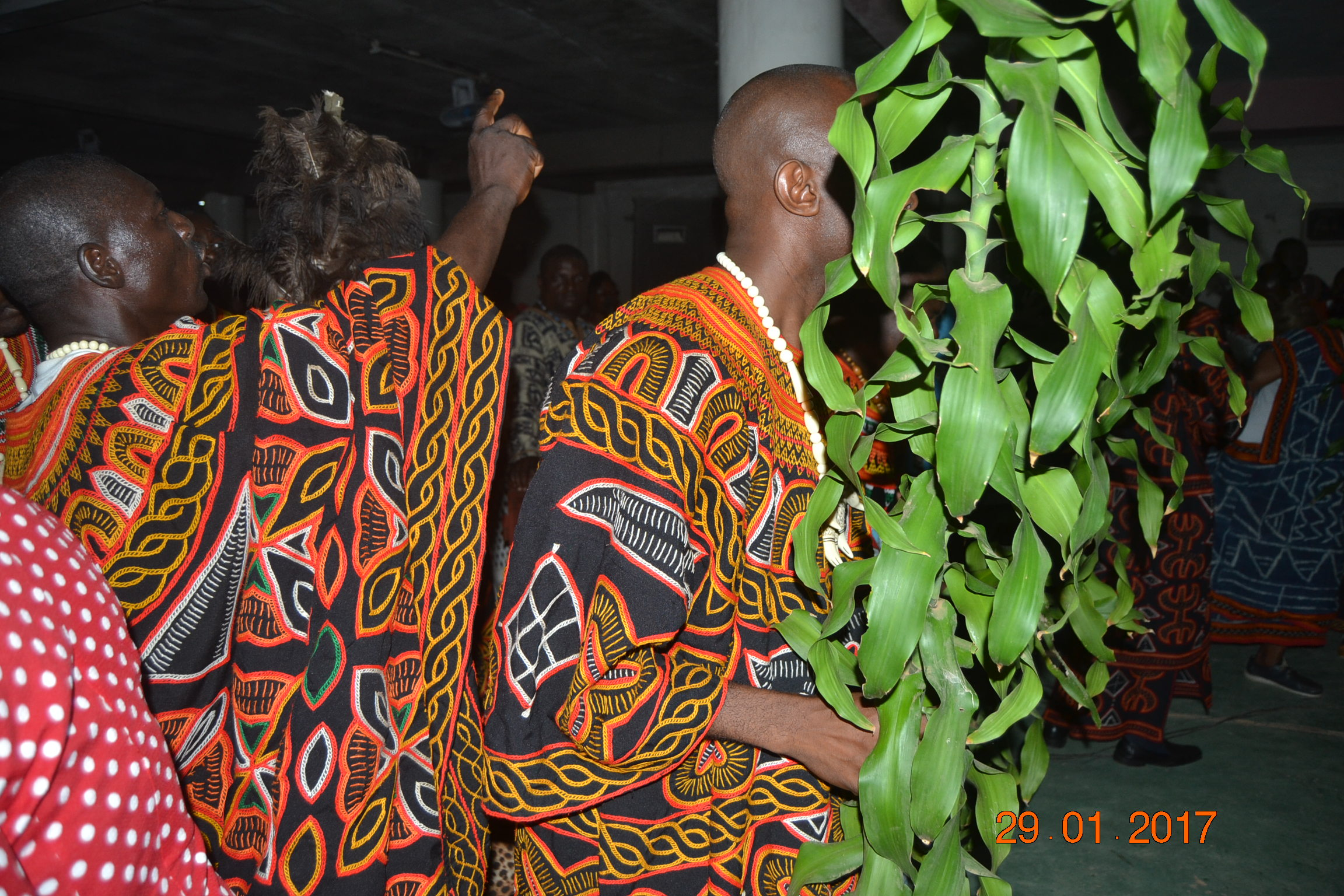
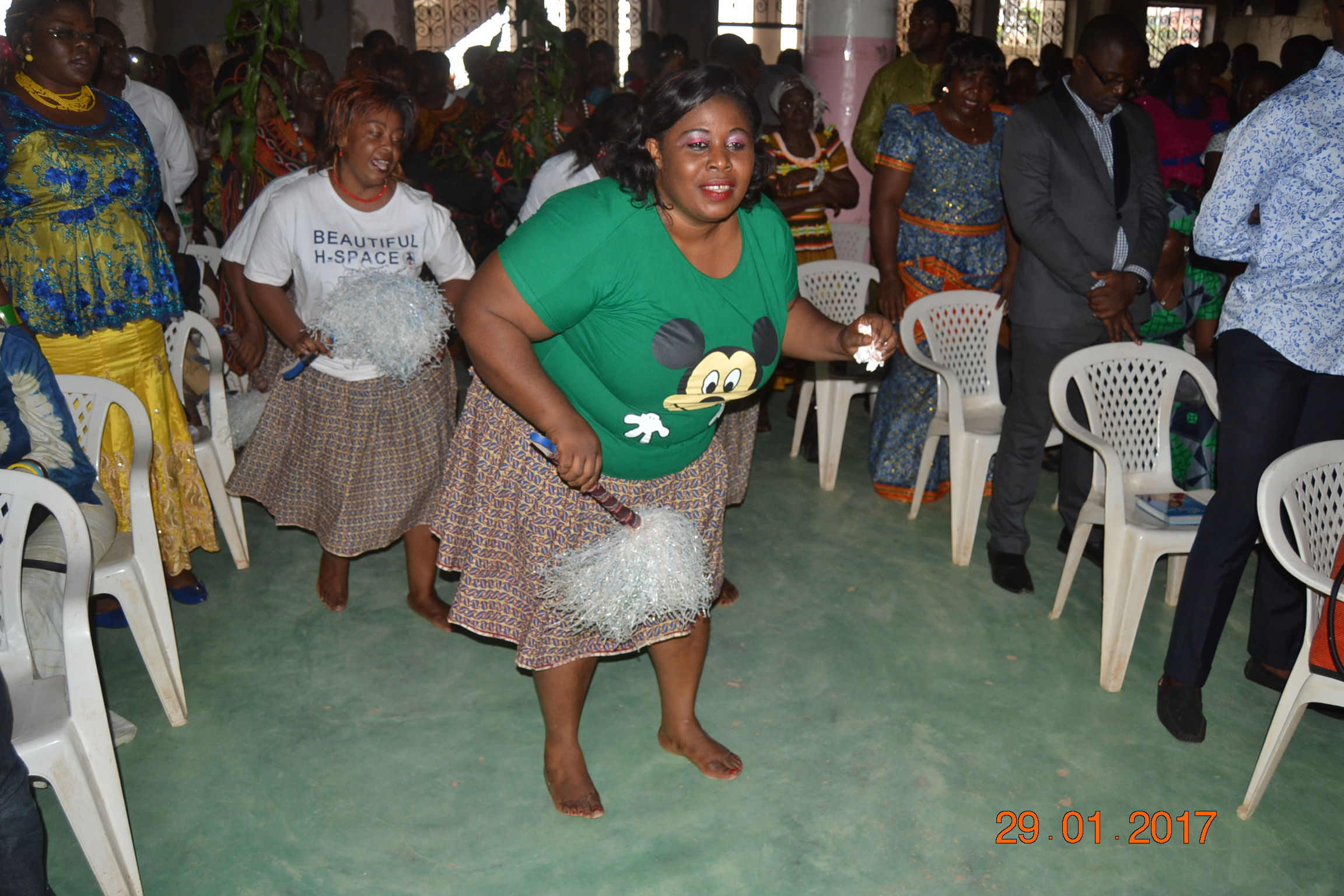
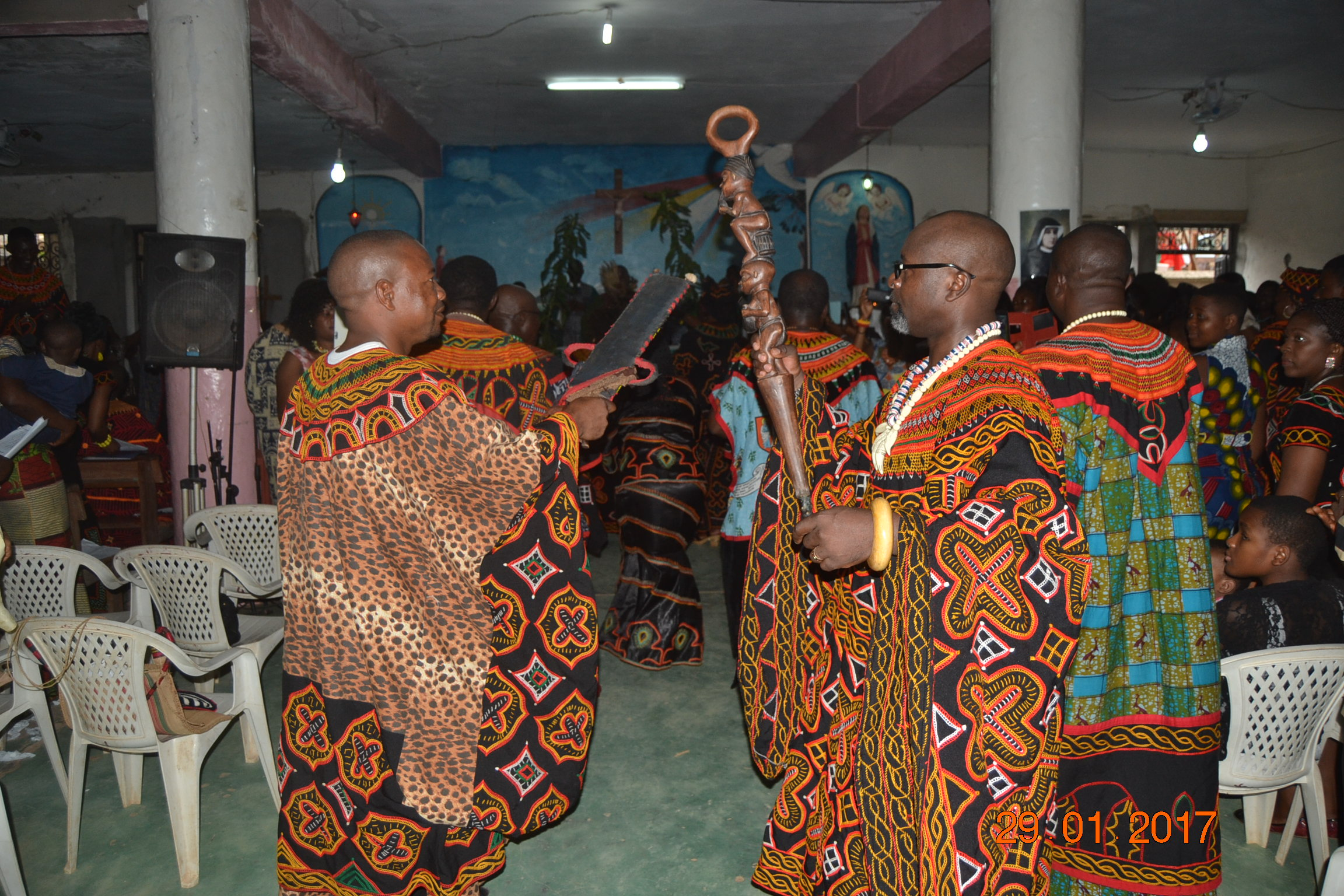
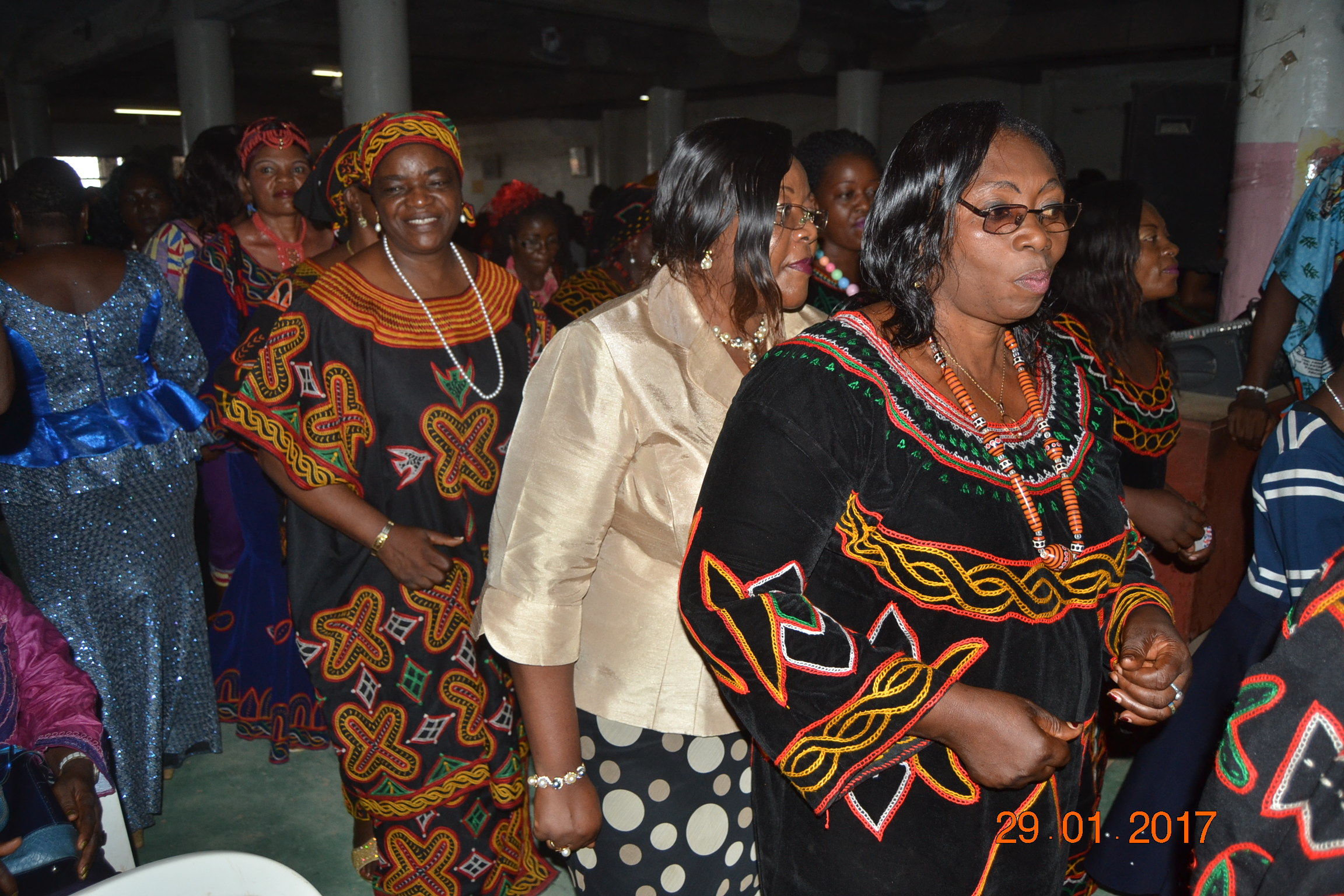
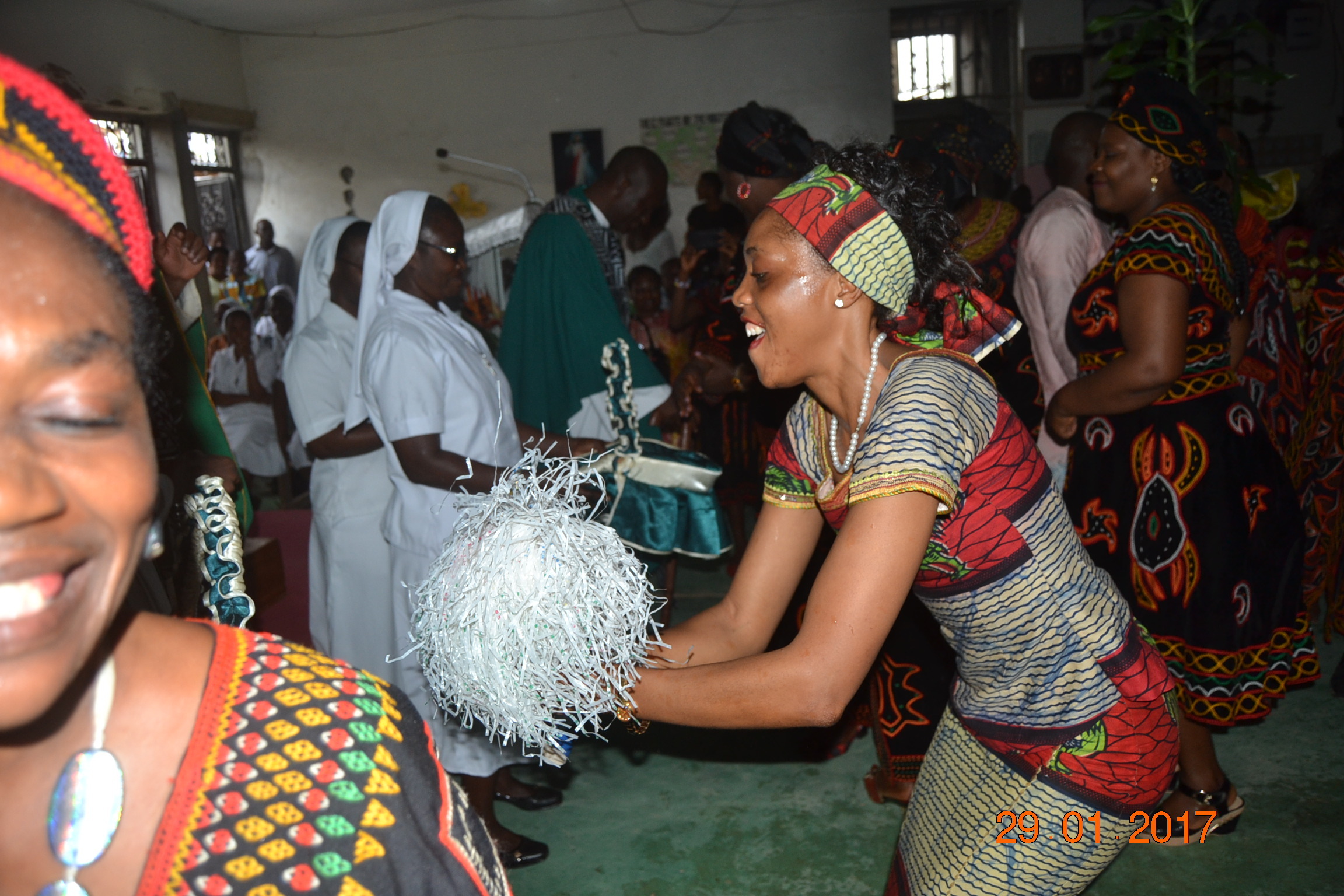